# Tignale
Tignale (lombardul: Tignàl) település Olaszországban, Lombardia régióban, Brescia megyében. Lakosainak száma 1154 fő (2023. január 1.). Tignale Brenzone, Gargnano, Malcesine, Tremosine, Valvestino és Magasa községekkel határos.

## Népesség
A település lakossága az elmúlt években az alábbi módon változott:
| Lakosok száma | 1232 | 1228 | 1154 |
|               | 2017 | 2018 | 2023 |